# 久罗·萨维诺维奇
久罗·萨维诺维奇（1950年3月1日—2021年2月1日），克罗地亚前男子水球运动员。他曾代表南斯拉夫国家队参加1976年夏季奥林匹克运动会水球比赛，获得第5名。